# Pays d'imposition
Dans le royaume de France de l'Ancien Régime, on appelle pays d’imposition une circonscription fiscale (« généralité ») qui n'est ni un pays d'états, ni un pays d'élection. Il s'agit de territoires étrangers annexés à partir de 1648, dans lesquels la compétence fiscale est déléguée au représentant du roi, l'intendant, placé à la tête de la généralité.
Ces circonscriptions, comme toutes celles de l'Ancien Régime, disparaissent en 1790 du fait la réforme administrative réalisée par l'Assemblée nationale constituante dès le début de la Révolution française, découpant le royaume en départements.

## Organisation et fonctionnement des pays d'imposition
Les impôts étaient à l’entière disposition du roi, d'où le terme de pays libre d'imposition.[pas clair]

## Liste des pays d'imposition

### Pays d'imposition créés de 1648 à 1768
Entre 1648 et 1762, neuf généralités de pays d'imposition sont créées dans les pays annexés à partir du règne de Louis XIV : 
- la généralité de Metz, créée en 1648[1] pour la province des Trois-Évêchés (principautés épiscopales de Metz, de Toul et de Verdun), occupée depuis 1552 et formellement annexés en 1648) ;
- la généralité de Perpignan, créée en 1660[1] pour le Roussillon, annexé en 1659 au détriment de l'Espagne (traité des Pyrénées) ;
- la généralité de Besançon, créée en 1676[1] pour la province de Franche-Comté (comté de Bourgogne et ville libre de Besançon, occupés à partir de 1674 et annexés en 1679) ;
- la généralité de Valenciennes, créée en 1678[1] pour le Hainaut français et le Cambrésis, annexés au détriment des Pays-Bas espagnols[2] ;
- la généralité de Strasbourg, créée en 1682[1] pour la province d'Alsace (divers territoires du Saint-Empire) ;
- la généralité de Lille, créée en 1691[1] pour la Flandre française et l'Artois, annexés au détriment des Pays-Bas espagnols (partie ouest du comté de Flandre et comté d'Artois) ;
- la généralité de Nancy, créée en 1737[1] pour les provinces de Lorraine et le Barrois, confiées en 1737 à Stanislas Leszczynski, beau-père du roi, duc de Lorraine à titre viager, formellement annexées à sa mort en 1766 ;
- la généralité de Corse (siégeant à Bastia), créée en 1768 pour la province de Corse, cédée par la république de Gênes ;
- La généralité de Trévoux, créée en 1762 pour la province des Dombes. La province des Dombes est issue de la principauté des Dombes (Saint-Empire), possession des ducs de Bourbon à partir du Moyen Âge.

### Réformes de 1787
Des changements ont lieu en 1787 :
- la généralité de Trévoux est supprimée[1] et annexée à la généralité de Bourgogne ;
- la Franche-Comté devient un pays d'états, ainsi que le Hainaut, la Flandre, le Cambrésis et l'Artois.